# Wangen (Germania)
Wangen è un comune tedesco di 3 218 abitanti, situato nel land del Baden-Württemberg.